# Taxi (serial)
Taxi   este un sitcom american care a fost difuzat de către televiziunea ABC între 12 septembrie 1978 și 6 mai 1982, fiind apoi preluat de către NBC care a produs un sezon, difuzat între 30 septembrie 1982 și 15 iunie 1983. A câștigat 18 premii Emmy între care de trei ori premiul pentru cel mai bun serial de comedie, având în total 31 de nominalizări.
Descrie viața de zi cu zi a șoferilor unei companii de taxi din New York City și a dispecerului abuziv al stației.
A fost creat de James L. Brooks, Stan Daniels, David Davis și Ed. Weinberger.

## Acțiunea
Serialul se concentrează pe angajații companiei inventate Sunshine Cab Company din Manhattan. Între șoferi, Alex Reiger este singurul care consideră taximetria ca fiind meseria sa, ceilalți văzând-o doar o slujbă temporară.
Elaine Nardo este o mamă singură care lucrează ca recepționistă, Tony Banta este un pugilist cu un bilanț negativ în ring, Bobby Wheeler este un actor fără succes, John Burns (personaj care a dispărut după primul sezon) este în colegiu. Toți fac glume pe seama „Reverendului” Jim Ignatowski, un hipiot în vârstă care pare „prăjit” din cauza drogurilor și devine taximetrist. Printre personaje, se numără și Latka Gravas, un mecanic inocent și priceput la toate, dintr-o țară care nu este specificată, precum și Louie De Palma, dispecerul despotic al stației.
În multe dintre episoade, personajele sunt aproape să își îndeplinească visurile de a ajunge mai sus în lume, însă acestea sunt năruite, iar taximetriștii sunt nevoiți să-și continue viețile nesatisfăcătoare sub comportamentul abuziv al lui Louie care la rândul său fusese șofer de taxi. Asistentul lui Louie, Jeff Bennett, devine un personaj important în sezoanele finale ale serialului.
Pe lângă umorul din serial, Taxi tratează subiecte precum dependența de droguri, creșterea copiilor de către un singur părinte, obezitatea, dedublarea personalității, cruzime față de animale, homosexualitatea, rasismul, fuga adolescenților de acasă, divorțul, războiul nuclear, hărțuirea sexuală, dependența de jocuri de noroc.

## Personajele
| Alex Reiger               | Judd Hirsch       | Principal | Principal | Principal | Principal | Principal |
| Bobby Wheeler             | Jeff Conaway      | Principal | Principal | Principal | Secundar  |           |
| Louie De Palma            | Danny DeVito      | Principal | Principal | Principal | Principal | Principal |
| Elaine O'Connor Nardo     | Marilu Henner     | Principal | Principal | Principal | Principal | Principal |
| Anthony Mark "Tony" Banta | Tony Danza        | Principal | Principal | Principal | Principal | Principal |
| Latka Gravas              | Andy Kaufman      | Principal | Principal | Principal | Principal | Principal |
| John Burns                | Randall Carver    | Principal |           |           |           |           |
| Jim Ignatowski            | Christopher Lloyd | Episodic  | Principal | Principal | Principal | Principal |
| Simka Gravas              | Carol Kane        |           | Episodic  |           | Secundar  | Principal |

1. ↑  Conaway este personaj principal în primele două episoade, dar mai apare o singură dată, ca special guest star.